# 100e bataillon de chasseurs alpins
Le 100e bataillon de chasseurs alpins est une unité de l'armée française créée en 1939 ayant participé à la Seconde Guerre mondiale.

## Historique
Il est créé en 1939 à la mobilisation. Il est rattaché à la 42e demi-brigade de chasseurs alpins rattachée à la 65e division d'infanterie alpine faisant partie de l'armée des Alpes. En 1940, il est stationné dans le Mercantour et les Alpes maritimes. Il est dissout le 4 août 1940.

## Refrain
Le refrain du bataillon est : 
Les gars du cent ont le cou qui remonte,

Les gars du cent ont l’gosier qui descend !